# ترجمه ماشینی بین زبانی
ترجمه ماشینی بینا زبانی یکی از روش‌های کلاسیک ترجمه ماشینی است. در این روش زبان مبدأ به زبانی دیگر که به آن زبان واسطه می‌گویند منتقل می‌شود. سپس زبان مقصد با استفاده از الگوهای بین زبانی تولید می‌شود. در الگوی ترجمه ماشینی مبتنی بر الگو، روش بین زبانی جایگزینی مناسب برای روش‌های مستقیم و انتقال است. در روش مستقیم، واژه‌ها به‌طور مستقیم و بدون عبور از ارایه‌های اولیه اضافی ترجمه می‌شوند. منظور از ارایه‌های اولیه ترجمه‌های مقدماتی است که مجدداً طبق متدهایی ویرایش می‌شوند.
قواعد زبانشناختی ای مختص به زوج زبان‌هایی هستند که ترجمه‌های مقدماتی (ارایه‌های اولیه) را از زبان مبدأ به چکیده‌های ترجمه زبان مقصد منتقل می‌کنند و از این ترجمهٔ مقدماتی جمله نهایی تولید می‌شود.
روش بین زبانی ترجمه ماشینی مزایا و معایب متعددی دارد. از مزایای این روش این است که نیاز به اجزای کمتری به منظور ارتباط هر یک از زبان‌های مبدأ به زبان‌های هدف دارد. نیاز به اجزای کمتری برای اضافه کردن یک زبان جدید که آن را تاکنون پشتیبانی نمی‌کرده دارد. اجازه می‌دهد تا بتوانند هم تجزیه کنندگان و هم تولیدکنندگان سیستم را با گسترش دهندگان سیستم‌های تک زبانه تولید کنند و این ویژگی زبان‌هایی را که از هم خیلی دورند کنترل می‌کند (مانند انگلیسی و عربی) نقطه ضعف آشکار این است که تعریف بین زبانی کار دشواری است و شاید حتی برای یک دامنه گسترده‌تر غیرممکن باشد. ترجمه ایده‌آل برای ترجمه ماشینی بین زبانی ماشین ترجمه چند زبانه در یک دامنه بسیار خاص است.

## تاریخ
اولین ایده‌ها در مورد ترجمه ماشینی بین زبانی در قرن ۱۷ توسط دکارت و لایبنیتس ظهور کرد. این دو نفر با نظریه‌های مرتبط با چگونگی ایجاد لغت‌نامه با استفاده از کدهای عددی جهانی ظهور کردند. دیگران از جمله آتاناسیوس کریچر، Cave Beck و Johann Joachim Becher در حال توسعه یک زبان جهانی بدون ابهام مبتنی بر منطق اصول کار کرده‌اند. در سال ۱۶۶۸، جان ویلکینز روش بین زبانی خود را در مقاله اش با عنوان "یک کاراکتر واقعی و زبان فلسفی" توصیف کرد.
در قرن ۱۸و ۱۹ طرح‌های پیشنهادی بسیاری برای زبان بین‌المللی "جهان شمول" توسعه داده شد، که شناخته شده‌ترین آن‌ها طرح "اسپرانتو" بود که می‌گوید استفاده از این ایده (زبان جهانی) در ترجمه ماشینی در هیچ‌یک از روش‌های قابل توجه قبلی مشاهده نمی‌شود.
با این حال، در طول دهه‌های ۱۹۵۰ و ۱۹۶۰ محققان در کمبریج به رهبری Margaret Masterman، در لنینگراد با رهبری نیکلای آندرئوف و در میلان سیلویو توسط Ceccato کار در این زمینه آغاز شده‌است. این ایده به صورت گسترده‌ای توسط فیلسوفان اسرائیل در سال ۱۹۶۹ مورد بحث قرار گرفت.
در طول دهه ۱۹۷۰، تحقیقات قابل توجهی در شهر گرونوبل توسط محققانی که در تلاش برای ترجمه متون فیزیک و ریاضی از روسی به فرانسوی انجام شد، و در تگزاس نیز یک پروژه مشابه (METAL) روسی به انگلیسی در حال انجام بود.
سیستم‌های ترجمه ماشینی اولیه بین زبانی نیز در دانشگاه استنفورد در دههٔ ۱۹۷۰ توسط Roger Schank و Wilks Yorick ساخته شد. سیستم ترجمه‌ای بعدی که ایجاد شد، اساس یک سیستم تجاری برای انتقال وجوه شد و کدنامه آن در موزهٔ کامپیوتر در بوستون به عنوان اولین سیستم ماشین ترجمه بین زبانی حفظ شده‌است.
در دههٔ ۱۹۸۰، با تحقیق زیاد در این زمینه ارتباط دوباره‌ای بین زبان‌های مبتنی بر داده (و نیز روش‌های مبتنی بر دانش) با روش‌های ترجمه ماشینی مطرح شد. موضوع اصلی این تحقیقات اینست که چطور می‌توانیم یک ترجمه با کیفیت بالا از یک بخش از کل متن داشته باشیم. بدون اینکه نیاز باشد از کل متن یک درک کامل و جامع داشته باشیم.
در عوض، ترجمه باید بر اساس دانش زبانی و در حوضه خاصی باشد که سیستم می‌تواند در آن حوضه مورد استفاده قرار گیرد. مهمترین تحقیق این دوره در زمینه ترجمه زبان " توزیع شده یا متوازن "بود که با یک نسخه اصلاح شده از اسپرانتو و و سیستم فوجیتسو در ژاپن کار می‌کرد. (توضیح پیرامون موضوع ترجمه به موضوع این مقاله ارتباطی ندارد)

## رئوس مطالب
در این روش ترجمه، سیستم زبان دوم می‌تواند به عنوان یک راه توصیف تجزیه و تحلیل یک متن نوشته شده زبان مبدأ تصور شود به‌طوری‌که برای تبدیل خصوصیات مورفولوژیکی، نحوی، معنایی (و حتی عملی) یک واژه (که همان «معنای» ان است) به زبان مقصد به کار رود. این سیستم بین زبانی قادر به توصیف همه ویژگی‌های تمام زبان‌هایی است که قرار است ترجمه شود، به جای ترجمه ساده از یک زبان به زبان دیگر.
گاهی از دو سیستم دو زبانی در ترجمه استفاده می‌شود. این امکان وجود دارد که یکی از این دو بیشتر ویژگی‌های زبان مبدأ را پوشش می‌دهد و یکی دیگر بیشتر ویژگی‌های زبان مقصد را پوشش می‌دهد. در این حالت ترجمه‌ها تبدیل جملات از زبان اول به جملات نزدیک به زبان مقصد و طی دو مرحله حاصل می‌شود. این سیستم همچنین ممکن است به‌طوری تنظیم شود که سیستم بین زبانی دوم واژگان بیشتری را که به معنای واقعی (زبان مقصد) نزدیک تر است، ارائه دهد و این می‌تواند موجب بهبود کیفیت ترجمه شود.

## فرایند ترجمه
در سیستم‌های ترجمه ماشینی بین زبانی، دو مؤلفه زبانی وجود دارد. اول، تجزیه و تحلیل زبان مبدأ و زبان واسطه و دوم، تولید زبان واسطه و زبان مقصد. با این حال لازم است به تمایز بین سیستم بین زبانی تنها با استفاده از روش‌های نحوی و لغوی (برای مثال سیستم در ۱۹۷۰ در دانشگاه گرونوبل و تگزاس) و نیز کسانی که بر اساس هوش مصنوعی فعالیت می‌کنند (از سال ۱۹۸۷ در ژاپن و پژوهش در دانشگاه کالیفرنیای جنوبی و کارنگی ملون) اشاره شود.
منابع زیر برای یک سیستم ترجمه ماشینی بین زبانی بسیار ضروری است:
- واژه‌نامه‌ها برای تجزیه و تحلیل و تولید لغات (مختص قلمروها و زبانهای درگیر).
- واژه‌نامه مفهومی (مختص محدوده ترجمه) که اطلاعات پایه‌ای و… در مورد وقایع و… را ارائه می‌دهد.
- مجموعه‌ای از قوانین طرح‌ریزی
- گرامر برای تجزیه و تحلیل و تولید واژگان زبان‌های درگیر

یکی از مشکلات سیستم‌های ترجمه ماشینی مبتنی بر دانش آن است که غیرممکن است که بتوانیم پایگاه داده‌ای ای برای حوضه‌های بزرگتر از مناطق بسیار خاص ایجاد کنیم. مشکل دیگر نیز این است که پردازش این پایگاه داده بسیار گران است.